# Moraveč (Slapsko)
Moraveč (německy Morawetsch) je malá vesnice, část obce Slapsko v okrese Tábor v Jihočeském kraji. Nachází se asi 1,5 kilometru východně od Slapska. Prochází zde silnice II/124. Je zde evidováno 19 adres. V roce 2011 zde trvale žilo 33 obyvatel.
Moraveč leží v katastrálním území Moraveč u Mladé Vožice o rozloze 2,55 km².

## Historie
První písemná zmínka o vesnici pochází z roku 1381.

## Obyvatelstvo
| Rok            | 1869 | 1880 | 1890 | 1900 | 1910 | 1921 | 1930 | 1950 | 1961 | 1970 | 1980 | 1991 | 2001 | 2011 | 2021 |
| -------------- | ---- | ---- | ---- | ---- | ---- | ---- | ---- | ---- | ---- | ---- | ---- | ---- | ---- | ---- | ---- |
| Počet obyvatel | 107  | 104  | 109  | 102  | 96   | 89   | 79   | 70   | 67   | 73   | 45   | 38   | 44   | 33   | 38   |
| Počet domů     | 15   | 15   | 15   | 15   | 15   | 15   | 15   | 14   | 19   | 19   | 16   | 18   | 21   | 18   | 17   |

## Obecní správa
Při sčítání lidu v letech 1850–1960 Moraveč byla osadou obce Vrcholtovice, se kterým patřil nejprve do okresu Tábor, ale v roce 1950 v okrese Votice. V letech 1961–1974 byla částí obce Slapsko v okrese Tábor. Od 1. ledna 1975 do 23. listopadu 1990 byla částí obce Oldřichov v okrese Tábor. Od 24. listopadu 1990 je opět částí obce Slapsko v okrese Tábor.

## Pamětihodnosti
- Špýchar usedlosti čp. 4
- rozhledna Kovářka s kovářským muzeem

## Galerie

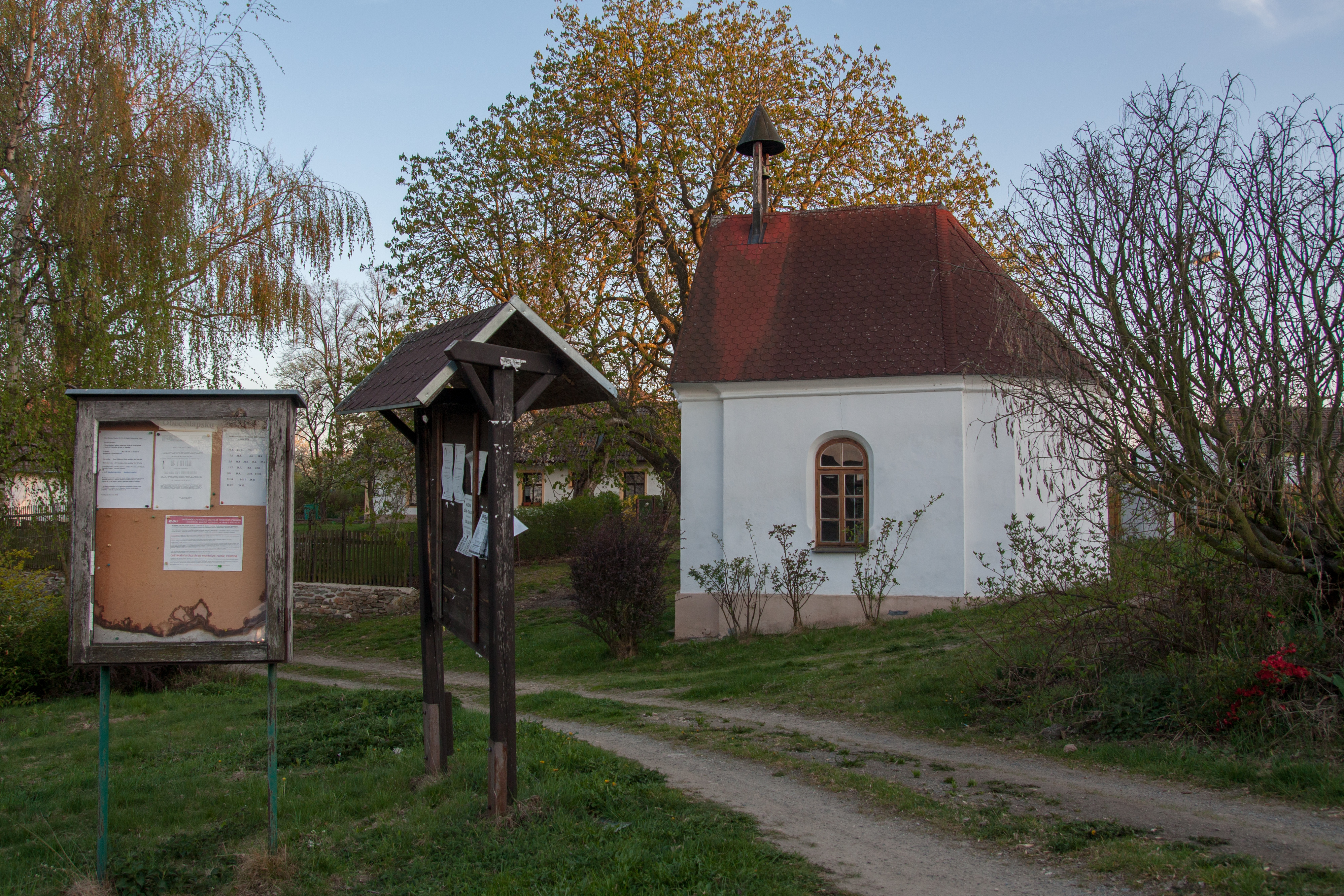
Kaplička
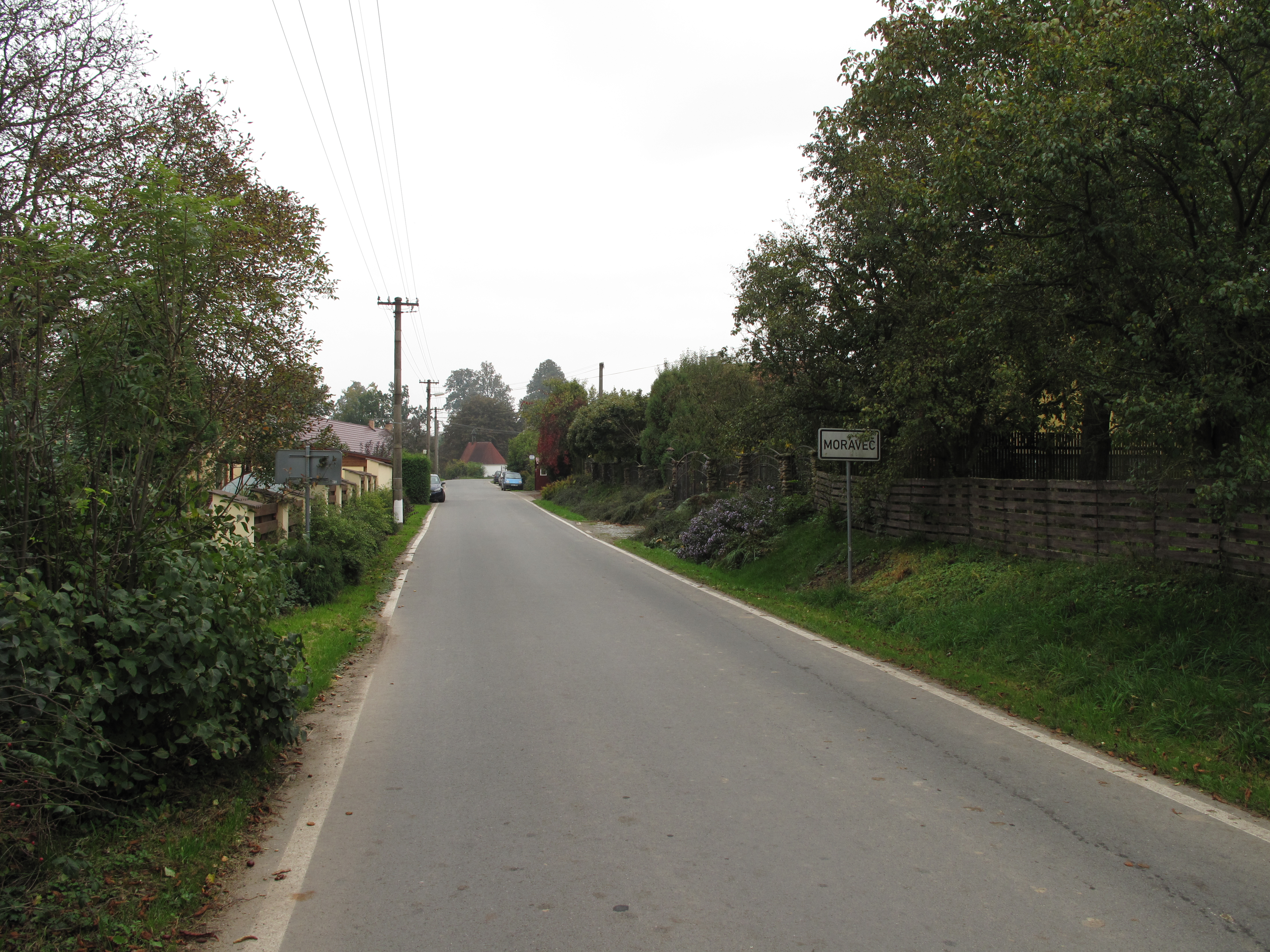
Silnice
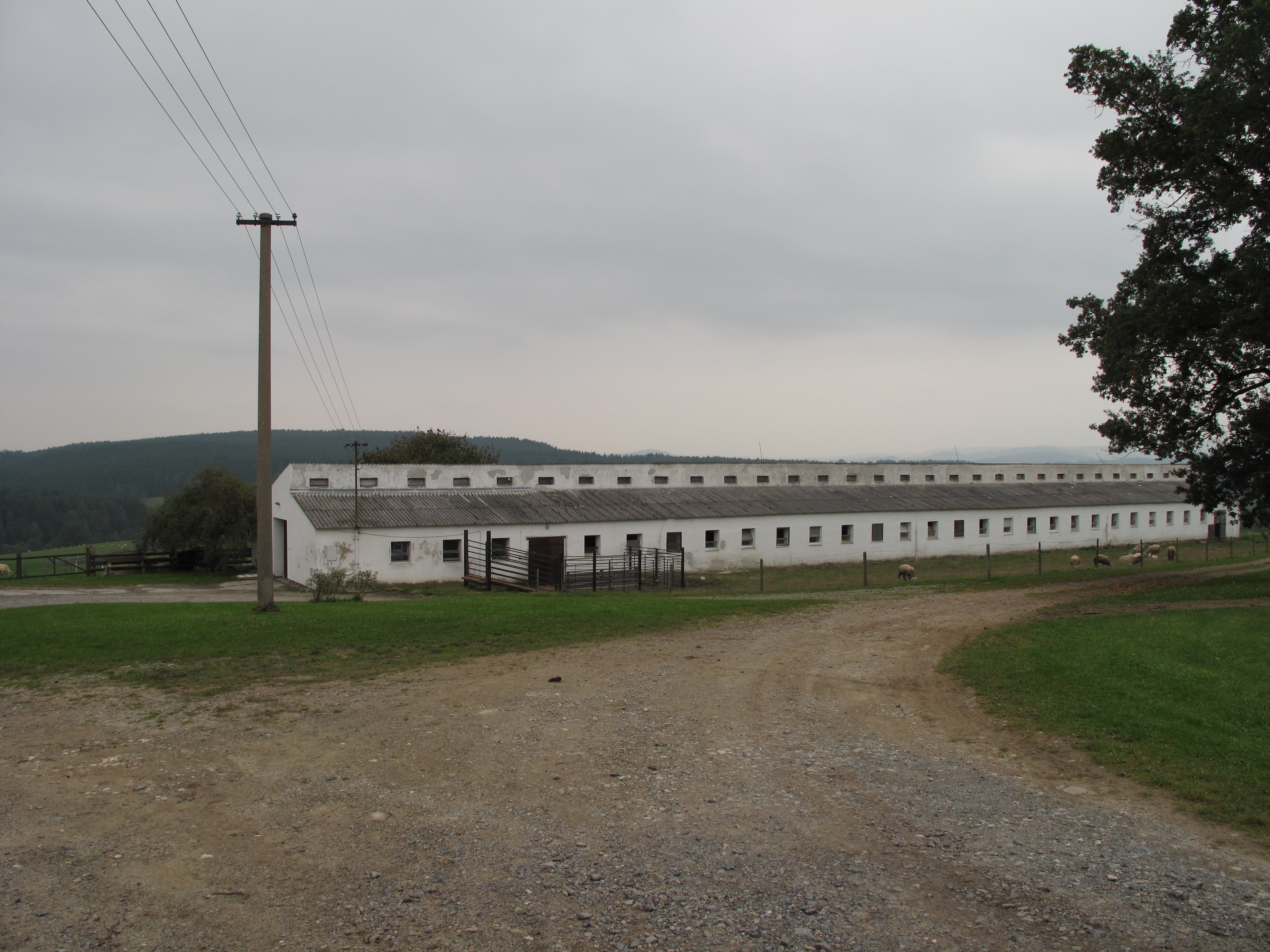
Farma